# Баньоль-де-л'Орн
Баньо́ль-де-л'Орн (фр. Bagnoles-de-l'Orne) — колишній муніципалітет у Франції, у регіоні Нормандія, департамент Орн. Населення — 2413 осіб (2011).
Муніципалітет був розташований на відстані близько 210 км на захід від Парижа, 75 км на південь від Кана, 45 км на захід від Алансона.

## Історія
До 2015 року муніципалітет перебував у складі регіону Нижня Нормандія. Від 1 січня 2016 року належав до нового об'єднаного регіону Нормандія.
1 січня 2016 року Баньоль-де-л'Орн і Сен-Мішель-дез-Анден було об'єднано в новий муніципалітет Баньоль-де-л'Орн-Норманді.

## Демографія
Динаміка населення (INSEE ·  ):
Розподіл населення за віком та статтю (2006):
| Стать | Всього | До 15 років | 15-24 | 25-44 | 45-64 | 65-85 | Понад 85 |
| --- | ------ | ----------- | ----- | ----- | ----- | ----- | -------- |
| Чоловіки | 1178   | 132         | 148   | 208   | 333   | 297   | 60       |
| Жінки | 1311   | 140         | 108   | 232   | 354   | 409   | 68       |
| \| Статево-вікова піраміда \| Статево-вікова піраміда \| Статево-вікова піраміда \| \| ----------------------- \| ----------------------- \| ----------------------- \| \| Чоловіки \| Вік \| Жінки \| \| 60 \| 85 + \| 68 \| \| 32 \| 80-84 \| 84 \| \| 88 \| 75-79 \| 116 \| \| 105 \| 70-74 \| 104 \| \| 72 \| 65-69 \| 105 \| \| 60 \| 60-64 \| 121 \| \| 88 \| 55-59 \| 69 \| \| 85 \| 50-54 \| 76 \| \| 100 \| 45-49 \| 88 \| \| 36 \| 40-44 \| 60 \| \| 84 \| 35-39 \| 80 \| \| 44 \| 30-34 \| 52 \| \| 44 \| 25-29 \| 40 \| \| 68 \| 20-24 \| 52 \| \| 80 \| 15-20 \| 56 \| \| 60 \| 10-14 \| 44 \| \| 40 \| 5-9 \| 52 \| \| 32 \| 0-4 \| 44 \| |        |             |       |       |       |       |          |
| Статево-вікова піраміда |        |             |       |       |       |       |          |
| Чоловіки | Вік    | Жінки       |       |       |       |       |          |
| 60 | 85 +   | 68          |       |       |       |       |          |
| 32 | 80-84  | 84          |       |       |       |       |          |
| 88 | 75-79  | 116         |       |       |       |       |          |
| 105 | 70-74  | 104         |       |       |       |       |          |
| 72 | 65-69  | 105         |       |       |       |       |          |
| 60 | 60-64  | 121         |       |       |       |       |          |
| 88 | 55-59  | 69          |       |       |       |       |          |
| 85 | 50-54  | 76          |       |       |       |       |          |
| 100 | 45-49  | 88          |       |       |       |       |          |
| 36 | 40-44  | 60          |       |       |       |       |          |
| 84 | 35-39  | 80          |       |       |       |       |          |
| 44 | 30-34  | 52          |       |       |       |       |          |
| 44 | 25-29  | 40          |       |       |       |       |          |
| 68 | 20-24  | 52          |       |       |       |       |          |
| 80 | 15-20  | 56          |       |       |       |       |          |
| 60 | 10-14  | 44          |       |       |       |       |          |
| 40 | 5-9    | 52          |       |       |       |       |          |
| 32 | 0-4    | 44          |       |       |       |       |          |

## Економіка
2010 року серед 1242 осіб працездатного віку (15—64 років) 872 були активними, 370 — неактивними (показник активності 70,2%, у 1999 році було 69,4%). З 872 активних мешканців працювала 771 особа (376 чоловіків та 395 жінок), безробітними було 101 (48 чоловіків та 53 жінки). Серед 370 неактивних 87 осіб було учнями чи студентами, 193 — пенсіонерами, 90 були неактивними з інших причин.

У 2010 році в муніципалітеті числилось 1289 оподаткованих домогосподарств, у яких проживали 2325,5 особи, медіана доходів виносила 19 288 євро на одного особоспоживача